# Aquilegia nuragica
Aquilegia nuragica (Arrigoni & E.Nardi, 1978), comunemente nota come aquilegia dei nuraghi, è una pianta erbacea perenne appartenente alla famiglia delle Ranunculaceae, endemica della Sardegna.

È geneticamente distinta dalle altre specie del genere Aquilegia presenti in Sardegna e dall'Aquilegia vulgaris, che in Sardegna non è presente.

## Etimologia
L'origine del nome del genere (aquilegia) non è chiaro. Potrebbe derivare da Aquilegium (cisterna) o Acquam legere (raccoglitore d'acqua) per la forma particolare che ha la foglia nel raccogliere l'acqua piovana; come anche da aquilina (piccola aquila) a somiglianza dei rostri dell'aquila. Resta comunque il fatto che il primo ad usare tale nome sia stato il Tragus (altro botanico del 1600), e quindi il Tournefort (Joseph Pitton de Tournefort 1656 - 1708, botanico francese) e definitivamente Linneo che nel 1735 sistemò il genere nella sua Polyandria pentagyna.
L'epiteto specifico nuragica si rifà chiaramente ai nuraghi, tipiche costruzioni in pietra dell'isola sarda.

## Descrizione

### Portamento
Il fusto ed i rametti sui quali si sviluppano le inflorescenze sono eretti e possono raggiungere una lunghezza variabile tra i 20 ed i 45 centimetri. La parte bassa si presenta glabra mentre la parte alta è ricoperta da una fine peluria ghiandolare.

### Foglie
Le foglie sono organizzate in rosette basali lunghe tra i 15 ed i 25 centimetri, bipartite o tripartite, dalla forma cuoriforme o rombiforme e con i margini variamente lobati e dentellati, a differenza di Aquilegia barbaricina i cui margini fogliari non presentano dentellature.

### Fiori
Sviluppa da tre a cinque fiori solitari costituiti da due ordini, interno ed esterno, di 5 tepali tra i quali quelli interni assumono la forma di un cappuccio rovesciato entro il quale si trova il nettare. La parte terminale dei tepali interni assume la forma di sperone fuso alla base con gli altri. Il colore dei petali esterni varia dal blu al bianco. Il frutto è costituito da una capsula deiscente dalla forma appuntita.

### Radici
L'apparato radicale è costituito da un rizoma piuttosto grosso dal diametro variabile tra gli 8 ed i 15 millimetri sul quale si innestano le foglie basali.

## Distribuzione e habitat
È una pianta endemica della Sardegna. Il suo attuale areale è rappresentato da una superficie di 50 mq tra gli strapiombi del canyon di Gorroppu, nel Supramonte. La sua popolazione è ridotta a poco più di dieci individui, anche se si tratta di una stima difficilmente verificabile a causa dell'inaccessibilità del sito.

## Conservazione
A causa della perdita dell'habitat naturale e dell'impatto esercitato dall'uomo Aquilegia nuragica è classificata nella IUCN Red List come specie in pericolo critico di estinzione. Essendo tossica non è soggetta al pascolo da parte degli erbivori.
La specie è stata inserita dalla IUCN nella lista delle 50 specie botaniche più minacciate dell'area mediterranea. Allo stato attuale non esistono misure di tutela a favore di questa specie, nonostante un progetto di legge in tal senso del consiglio regionale della Sardegna presentato nel 2006.